# 이승규 (가수)
이승규(한국 한자: 李勝揆 이승규, 영어: George Tom Freddie Simon Lee 조지 탐 프레디 사이먼 리[*], 1950년 1월 19일~)는 대한민국의 보컬 팝 음악 그룹 《코리아나(영어: Koreana 코리아나[*])》의 구성원이었었다.
영어로는 톰 리(영어: Tom Lee 탐 리[*])로 잘 알려져 있는 그는, 대한민국의 전라북도 무주에서 출생하였고 1962년 2월, 미8군 언더그라운드 라이브 클럽에서 〈코리아나〉의 보컬리스트 데뷔하여 가수로 활약하였으며 이후 1970년에 뮤지컬배우로도 데뷔하였다. "코리아나"의 보컬리스트 시절이자 미국에서 활약하던 1980년대 중반 당시 〈Eye of the tiger〉와 〈Nothing's gonna stop us now〉라는 노래 작품이 각각 히트한 그 시절 미국에서도 미국 인기 하드 록 밴드 스타십(Starship)의 보컬리스트 겸 기타리스트였던 미키 토머스(Mickey Thomas)와 비슷한 음색을 방불케 하는 허스키 보이스를 비롯하여 하드 록 밴드 서바이버(Survivor)의 역대 보컬리스트였던 데이브 비클러(Dave Bickler)와 지미 제이미슨(Jimi Jamison)을 방불케 하는 폭발성 성량 등으로 유럽 국가와 미국 등지에서 하드 록 밴드 스타십, 그리고 스웨덴 헤비 메틀 록 밴드 유럽(Europe) 등과 아울러 대한민국 출신 유로 보컬 팝 록 음악 그룹 코리아나의 구성원으로도 그는 큰 인기를 얻었으며 역시 〈코리아나〉 구성원 시절이던 1988년 당시 대한민국 서울 올림픽 테마 송이었던 《손에 손잡고(Hand in hand)》를 부르면서 또다시 글로벌 히트를 기록하였다.

## 가족 관계

### 자녀
- 첫째아들: 이종호(Albert Lee, 앨버트 리, 1976년 출생)
- 둘째아들: 이정호(Scott Lee, 스캇 리, 1982년 출생)
- 막내딸: 이성민(Clara Lee, 클라라 리, 1985년 출생)

## 학력
- 미국 서던 캘리포니아 대학교 음악학과 학사

## 출연작

### 뮤지컬
- 1970년 《아가씨와 건달들》 ... 베니 사우드스트릿 역(남자 조연)

### TV 시트콤
- 1995년 SBS 《LA 아리랑》 ... 前 미국 LA 인터내셔널 호텔 차석부회장 토니 초이(Tony Choi) 역(카메오 단역)

### TV 프로그램
- 2002년 MBC 《일요일 일요일 밤에 - 브레인 서바이버》
- 2013년 MBC 《세바퀴》
- 2015년 JTBC 《닥터의 승부》